# Parish (Nowy Jork)
Parish – miasto w Stanach Zjednoczonych, w stanie Nowy Jork, w hrabstwie Oswego.